# Třída Farragut (1958)
Třída Farragut byla lodní třída torpédoborců Námořnictva Spojených států amerických. V letech 1957–1960 bylo postaveno 10 jednotek této třídy. Od čtvrté jednotky USS Coontz již nesly raketovou výzbroj, přičemž první tři kusy byly na tento standard upraveny dodatečně. Někdy se proto celé třídě říká třída Coontz. Třída Farragut (pojmenovaná podle admirála Davida Glasgowa Farraguta) byla americkým námořnictvem používána v letech 1959–1993.

## Stavba
Celkem bylo postaveno deset jednotek této třídy. Do jejich stavby se zapojily loděnice Fore River Shipyard, Puget Sound Naval Shipyard, Mare Island Naval Shipyard, Philadelphia Naval Shipyard a Bath Iron Works. Do služby byly přijaty v letech 
Jednotky třídy Farragut:
| Jméno                        | Loděnice                    | Zahájení stavby | Spuštěna           | Vstup do služby    | Status        |
| ---------------------------- | --------------------------- | --------------- | ------------------ | ------------------ | ------------- |
| USS Farragut (DDG-6)         | Fore River Shipyard         | 1957            | 18. července 1958  | 10. prosince 1960  | Vyřazen 1992. |
| USS Luce (DDG-7)             | Fore River Shipyard         | 1957            | 11. prosince 1958  | 20. května 1961    | Vyřazen 1992. |
| USS MacDonough (DDG-8)       | Fore River Shipyard         | 1958            | 9. července 1959   | 4. listopadu 1961  | Vyřazen 1992. |
| USS Coontz (DDG-9)           | Puget Sound Naval Shipyard  | 1957            | 6. prosince 1958   | 15. července 1960  | Vyřazen 1990. |
| USS King (DDG-10)            | Puget Sound Naval Shipyard  | 1957            | 6. prosince 1958   | 17. listopadu 1960 | Vyřazen 1992. |
| USS Mahan (DDG-11)           | Mare Island Naval Shipyard  | 1957            | 7. října 1959      | 25. srpna 1960     | Vyřazen 1993. |
| USS Dahlgren (DDG-12)        | Philadelphia Naval Shipyard | 1958            | 16. března 1960    | 4. listopadu 1961  | Vyřazen 1992. |
| USS William V. Prat (DDG-13) | Philadelphia Naval Shipyard | 1958            | 16. března 1960    | 4. listopadu 1961  | Vyřazen 1992. |
| USS Dewey (DDG-14)           | Bath Iron Works             | 1957            | 30. listopadu 1958 | 7. prosince 1959   | Vyřazen 1992. |
| USS Preble (DDG-15)          | Bath Iron Works             | 1957            | 23. května 1959    | 9. května 1960     | Vyřazen 1992. |

## Konstrukce

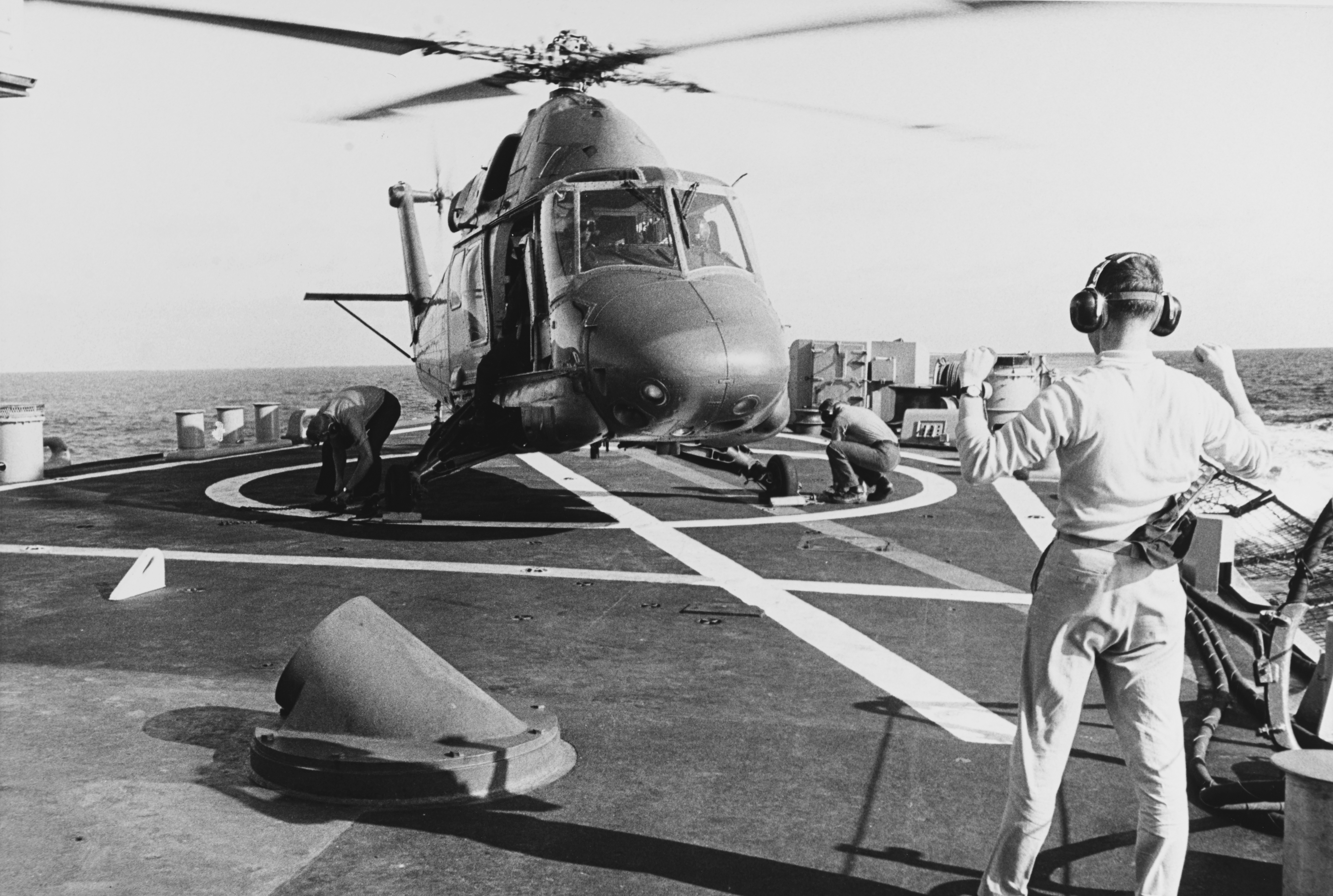
Vrtulník Kaman UH-2 Seasprite na přistávací ploše torpédoborce USS Coontz (DDG-9)

Původní výzbroj měly představovat čtyři 127mm kanóny v jednohlavňových věžích, čtyři 76mm kanóny a dva vrhače hlubinných pum Hedgehog. Dodatečně ale byl projekt změněn tak, aby využil nejnovějších raketových technologií.
Po dokončení tedy lodi nesly pouze jeden 127mm kanón ve věži na přídi, druhou věž nahradilo osminásobné vypouštěcí zařízení raketových torpéd ASROC a obě zadní věže nahradilo dvojité vypouštěcí zařízení protiletadlových řízených střel Terrier se zásobou 40 střel. Výzbroj doplňovaly dva dvojité 76mm kanóny a dva trojité 324mm protiponorkové torpédomety. Pohonný systém tvořily dvě turbíny a čtyři kotle. Nejvyšší rychlost dosahovala 33 uzlů. Dosah byl 5000 námořních mil při rychlosti dvacet uzlů.

### Modernizace
Během služby docházelo k modifikacím výzbroje — na konci 70. let byly střely Terrier nahrazeny střelami Standard ER a navíc byly všechny lodi vybaveny dvěma čtyřnásobnými kontejnery protilodních střel Boeing Harpoon.

## Operační služba

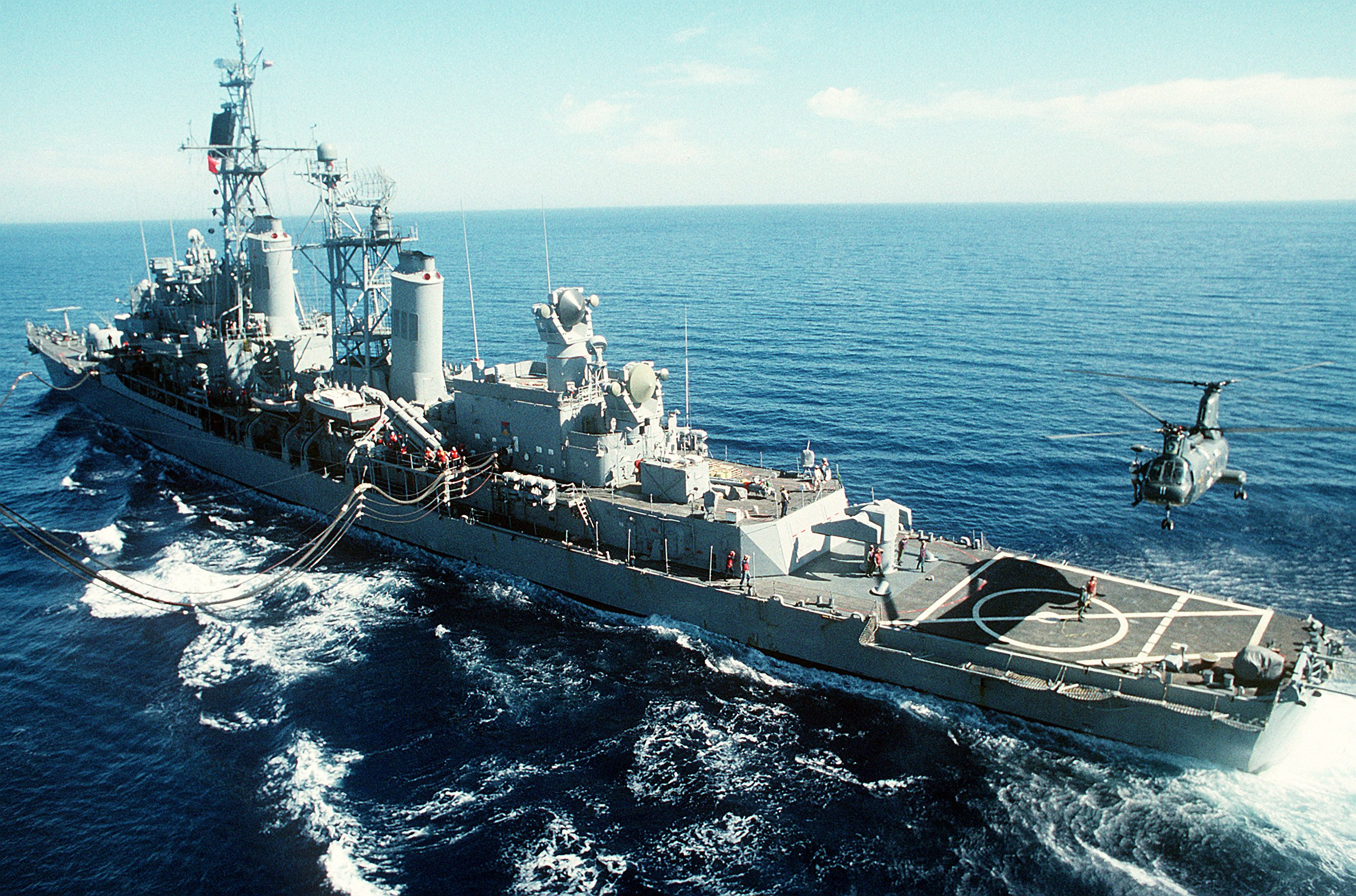
USS William V. Prat (DDG-13) doplňuje palivo z tankeru USNS Joshua Humpreys (T-AO-188). Nad zádí je zásobovací vrtulník CH-46D Sea Knight.

Všech deset lodí bylo do služby zařazeno v letech 1959–1961. Nasazeny byly například v průběhu války ve Vietnamu.
Na konci 80. let byla zvažována možnost rozsáhlejší modernizace celé třídy v rámci programu New Threat Upgrade (NTU). Po skončení studené války však byla dána přednost stavbě zcela nových lodí třídy Arleigh Burke. Všech deset lodí bylo vyřazeno v průběhu let 1989–1993. Jako poslední byl 15. června 1993 vyřazen torpédoborec USS Mahan.